# Strumigenys ohioensis
Strumigenys ohioensis is een mierensoort uit de onderfamilie van de Myrmicinae. De wetenschappelijke naam van de soort is voor het eerst geldig gepubliceerd in 1933 door Kennedy & Schramm.